# Mosh (canción)
"Mosh" es una canción de protesta de Eminem y Guerrilla News Network, publicada el 26 de octubre de 2004, como sencillo digital, justo antes de la elección presidencial de 2004.
El video de la canción está disponible gratis en Internet, y alenta a los electores a no votar por George W. Bush. La canción fue extraída del álbum de Eminem Encore. Aún no lanzado, el video fue puesto a disposición del público. El rapero de G-Unit, Lloyd Banks rapero también tiene una pequeña trama en el vídeo.